# 파올라 올리베이라
파올라 올리베이라(Paolla Oliveira, 1982년 4월 14일 ~ )는 브라질의 배우이다.

## 출연 작품
- 나와 우산 (2010)
- 부다페스트 (2009)